# Karel Pokorný (sochař)

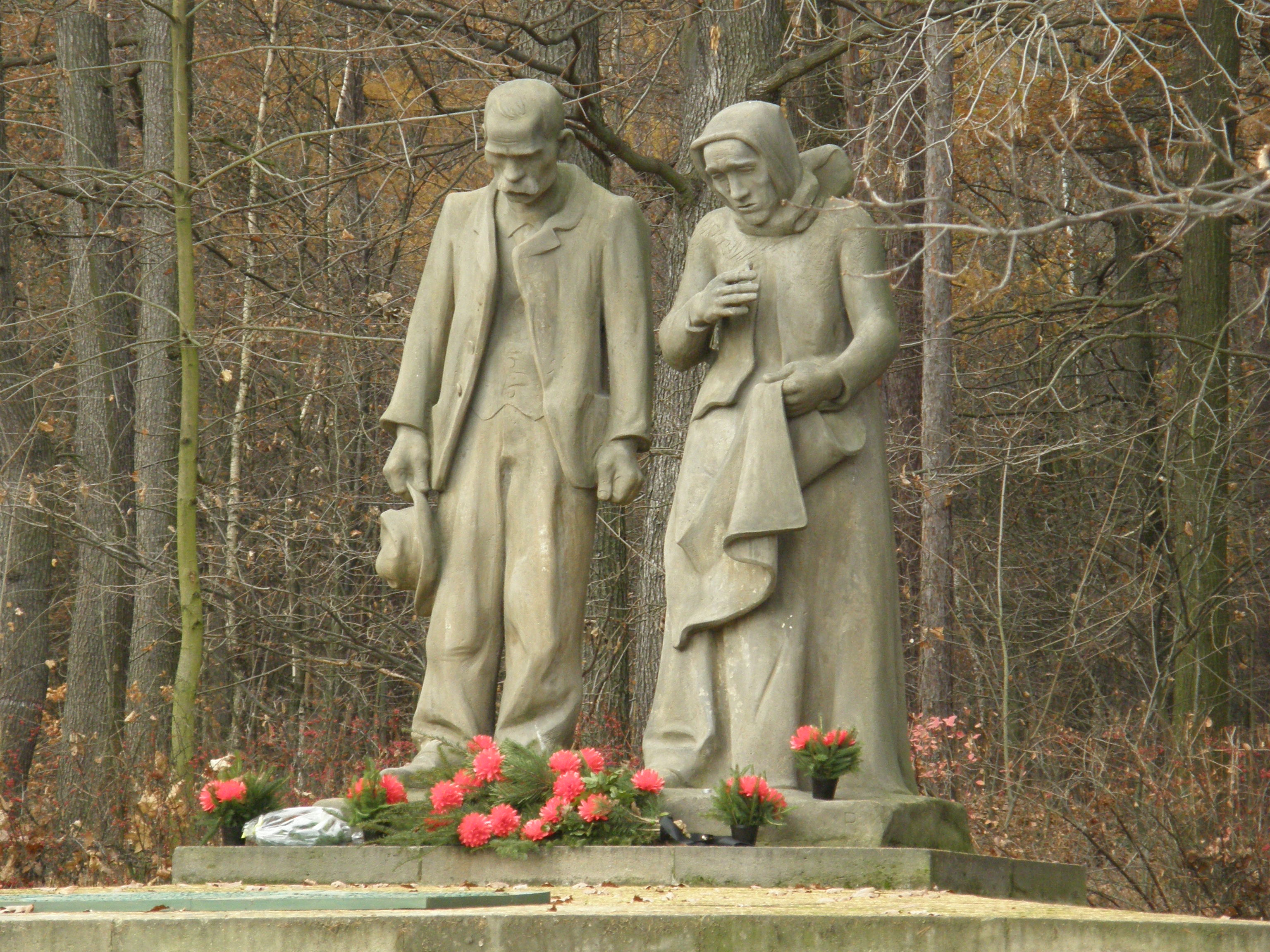
Pomník obětem neštěstí na dole Nelson III u Oseka, 1925

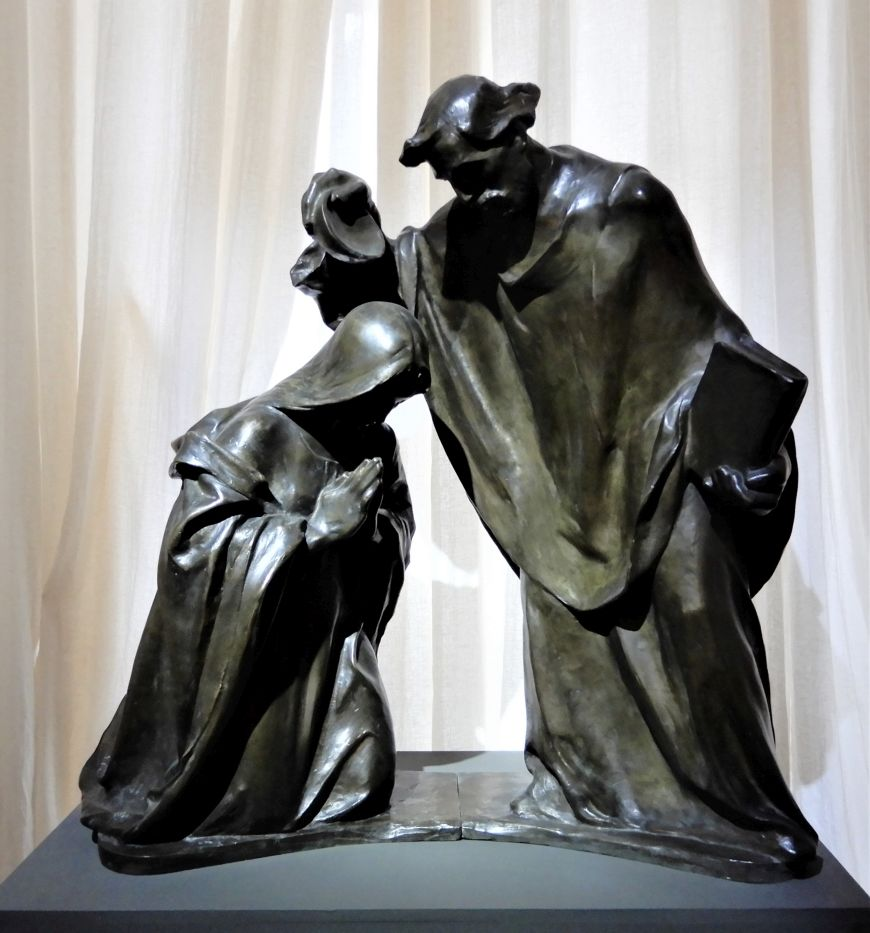
Křest sv. Ludmily, bronz, Katedrála sv. Víta, Praha 1935

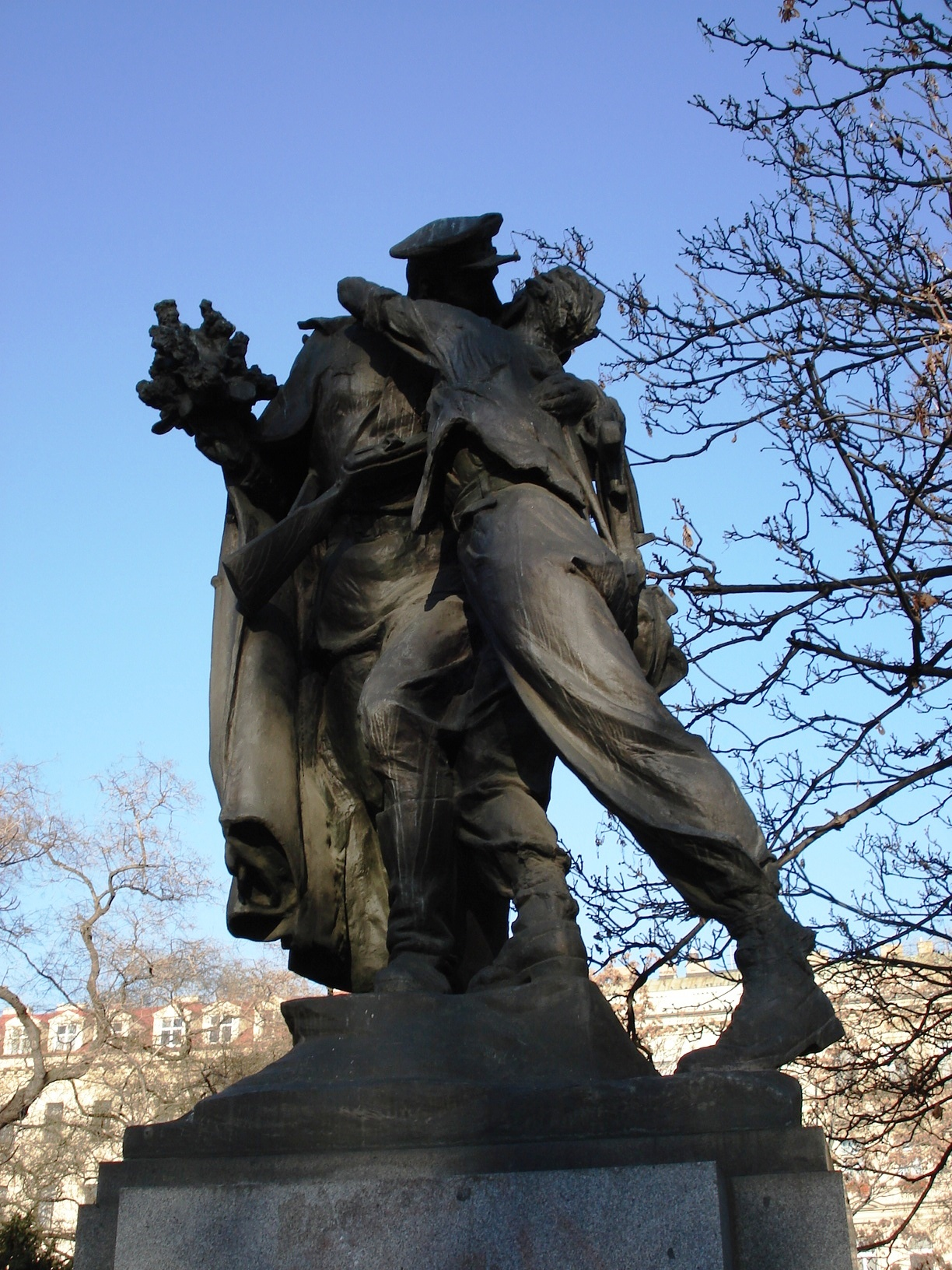
Replika sousoší Sbratření, Praha 1947–1950

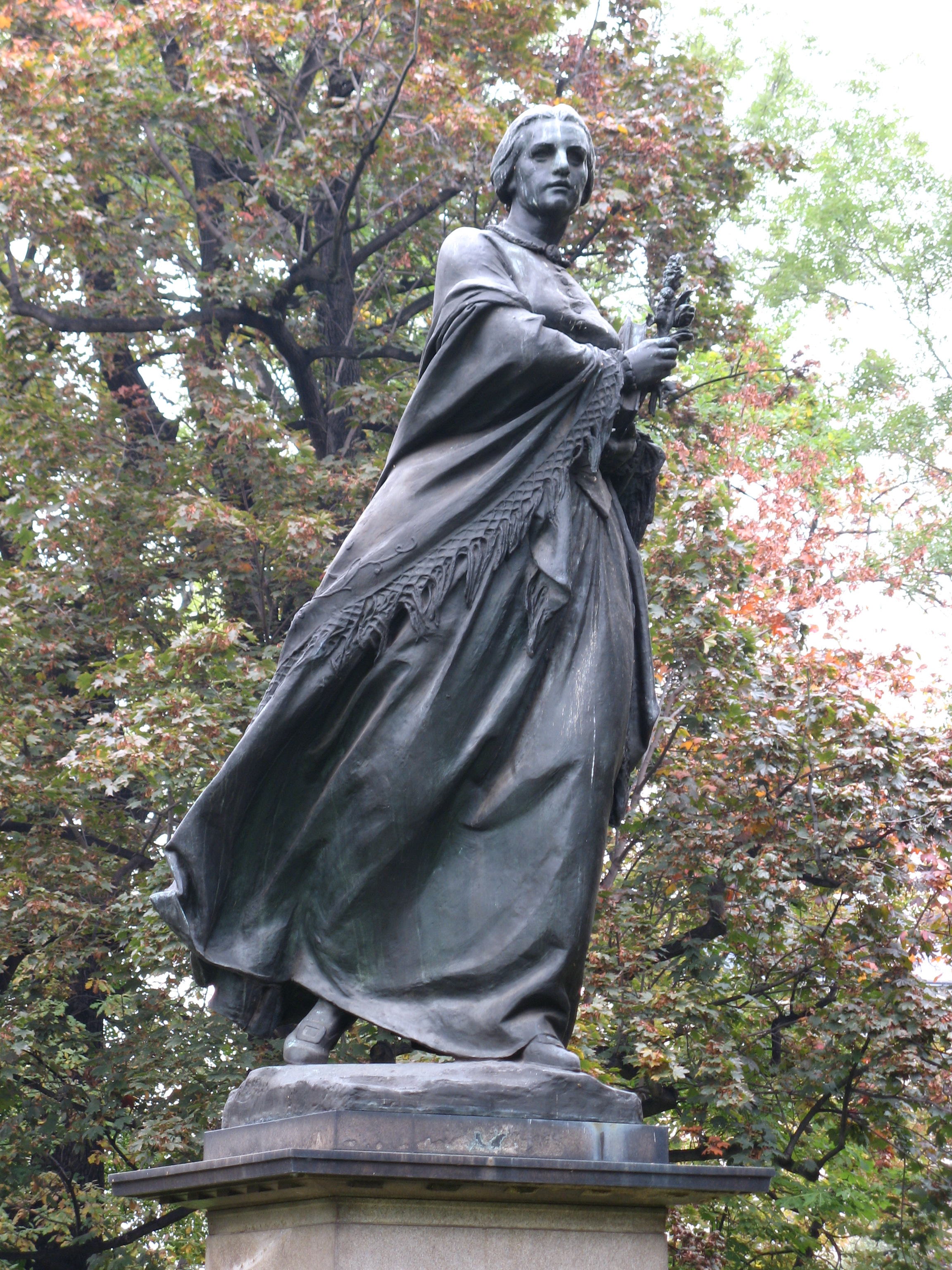
Pomník Boženy Němcové na Slovanském ostrově v Praze; vytvořen v letech 1941–1952, odhalen r. 1955

Karel Pokorný (18. ledna 1891, Pavlice – 14. února 1962, Praha) byl český sochař a vysokoškolský pedagog. Byl žákem Josefa Václava Myslbeka, výrazného představitele českého sochařského realizmu. Jako vysokoškolský učitel působil nejprve na ČVUT, později jako profesor Akademii výtvarných umění v Praze. Zde také v letech 1948–1950 zastával funkci rektora.

## Životopis
Ve Vídni se vyučil zámečníkem, umělecké zámečnictví, dále studoval na Škole uměleckého zámečnictví v Hradci Králové. Těsně před 1. světovou válkou studoval na Uměleckoprůmyslové škole, odkud přešel na AVU k J. V. Myslbekovi. Po ukončení studia pracoval na AVU dalších pět let jako Myslbekův asistent. V letech 1936 až 1939 vyučoval modelování na ČVUT.
Po 2. světové válce od roku 1945 působil jako profesor AVU, kde měl svoji vlastní sochařskou „školu“, z níž během lete 1946–1961 vyšlo 79 absolventů. Jeho asistentem byl Zdeněk Krybus.
Bývá považován za zakladatele socialistického realismu v českém sochařství, styl spojený vždy ideologií s politickým obsahem. V tomto směru pokračovali v rozvoji stylu i jeho žáci.
Pohřben je v Praze na Vyšehradském hřbitově.

## Dílo
Vytvořil pět desítek monumentálních sochařských děl. Vyšel z myslbekovské tradice realismu: pro Myslbeka zvětšoval modely dvou zadních soch světců ze sousoší sv. Václava na Václavském náměstí, jeho autorský podíl bývá spatřován v soše sv. Vojtěcha, kterou již Myslbek nestihl dokončit. Své sociální cítění projevoval již v sochách stylu civilismu ve 20.- 30. letech, nejdříve pomníkem pro oběti důlní katastrofy u Oseka, také čtyřmi reliéfy padlých legionářů. Po roce 1945 převažují pomníky politické a s heroizací dělnické práce. Z této řady
- Pomník obětem katastrofy na dole Nelson, 1925, pískovec, dílo stylově vybočující z realismu, navazuje na tvorbu Oty Gutfreunda
- Horník a Rubající horník, obě 1928
- Sv. Metoděj křtí svatou Ludmilu, bronz, 1934-1935; v kapli sv. Ludmily katedrály[4] sv. Víta v Praze
- Valcíř, bronz, 1936
- Cyklus čtyř monumentálních reliéfů Legionáři: Útok; Obrana; Umírání; Smrt a Oběť, slivenecký mramor, 1936–1938, Národní památník na Vítkově
- Válečná léta, 1943 – alegorická ženská postava zahalená do pláště a zmítaná větrem
- Sbratření, 1947–1950, bronz, sousoší objetí českého civilisty se sovětským vojákem v České Třebové, replika ve Vrchlického sadech v Praze
- Pomník Boženy Němcové, bronz, 1950-1954, Praha – Žofín [5]
- Pomník Aloise Jiráska, 1960, bronz, Praha - Jiráskovo náměstí
- Návrh pomníku Boženy Němcové pro Českou Skalici

## Spolky
- od roku 1920 člen SVU Mánes
- předseda Svazu československých výtvarných umělců
- člen Fondu českých výtvarných umělců

## Ocenění
- 1939 Katzova čestná medaile
- 1949 Státní cena
- 1951 Státní cena
- 1955 Státní cena
- 1956 udělen titul národní umělec
- 1958 čestný člen Akademie umění SSSR
- 1961 Řád republiky

## Zajímavost
Byl adoptivním otcem výtvarníka Zdeňka Seydla, kterého vychovával i po výtvarné stránce.

## Významní žáci
- Tibor Bártfay
- Jan Hána
- Karel Hladík
- Jan Koblasa
- Jan Kutálek
- Zdeněk Krybus (asistent)
- Věra Merhautová
- Miroslav Pangrác
- Otto Sukup
- Miloslav Šonka
- Miloš Zet
- Vendelín Zdrůbecký